# Bata Živojinović
Pour les articles homonymes, voir Bata.
Velimir Živojinović, dit Bata Živojinović (en cyrillique Бата Живојиновић), né le 5 juin 1933 à Koraćica (Yougoslavie) et mort le 22 mai 2016 à Belgrade (Serbie), est un acteur serbe.

## Biographie
Né dans la région de Mladenovac, Velimir Živojinović étudie le métier d'acteur à Belgrade. Il fait ensuite ses débuts sur scène avant de débuter à l'écran en 1955 dans le film Pesma sa Kumbare. Devenu rapidement une vedette du cinéma yougoslave, il apparaît notamment dans de nombreux « films de Partisans ». Il tient l'un de ses plus grands rôles dans Walter défend Sarajevo ; il tient également l'un des rôles principaux dans La Bataille de la Neretva, coproduction internationale qui représente l'exemple du film de Partisans le plus connu hors de l'ex-Yougoslavie. Il a remporté à trois reprises (1965, 1967 et 1972) le prix du meilleur acteur au festival du film de Pula.
Bata Živojinović s'est par ailleurs engagé en politique et a été élu député en 1990, sous les couleurs du Parti socialiste de Serbie alors dirigé par Slobodan Milošević. Il s'est présenté en 2002 à l'élection présidentielle en Serbie, obtenant 3,27 % des suffrages.
Très ami avec une autre vedette du cinéma yougoslave, le Croate Boris Dvornik, Bata Živojinović a été plusieurs fois le partenaire à l'écran de ce dernier : on les voit notamment ensemble en 1969 dans La Bataille de la Neretva, l'un des films yougoslaves les plus connus à l'étranger.  Les deux comédiens se sont ensuite brouillés pour des raisons politiques, à l'occasion des guerres de Yougoslavie qui ont notamment opposé leurs pays respectifs ; ils se sont publiquement réconciliés en 2006, à l'occasion d'une émission de télévision.

## Filmographie sélective
- 1960 : La Guerre de Veljko Bulajić
- 1965 : Tri
- 1967 : J'ai même rencontré des tziganes heureux
- 1968 : Il pleut dans mon village
- 1969 : La Bataille de la Neretva
- 1972 : Walter défend Sarajevo
- 1972 : Le Maître et Marguerite
- 1973 : La Cinquième Offensive
- 1974 : Partizani
- 1974 : Le Derviche et la Mort (Дервиш и смрт, Derviš i smrt) de Zdravko Velimirović
- 1976 : Portrait de groupe avec dame
- 1976 : Čuvar plaže u zimskom periodu
- 1977 : Pas koji je voleo vozove
- 1977 : La Chasse à l'homme (Hajka)
- 1980 : Traitement spécial
- 1981 : Le cheval rouge (Crveniot konj)
- 1984 : L'Espion des Balkans
- 1998 : Rane
- 1998 : Baril de poudre
- 2011 : Il était une fois en Yougoslavie : Cinema Komunisto